# Улица Льва Толстого (Самара)
У́лица Льва Толсто́го — граница Самарского и Ленинского районов городского округа Самара, начинается от набережной реки Волги и заканчивается у железнодорожного вокзала.

## Перекрёстки
Пересекается с улицами: 
- Максима Горького
- Алексея Толстого
- Степана Разина
- Куйбышева
- Фрунзе
- Чапаевской
- Молодогвардейской
- Галактионовской
- Самарской
- Садовой
- Ленинской
- Братьев Коростелёвых
- Арцыбушевской
- Буянова
- Никитинской
- Михаила Агибалова (на Комсомольской площади).

## История
После строительства железнодорожной станции Самара (первый поезд пошел в 1877 году) и строительства вокзала (1888 год) эта улица стала одной из важнейших городских транспортных магистралей, связывающих вокзал с центром города и волжскими пристанями.
В 1895 году по этой улице была пущена конная железная дорога (конка).
Улица благоустраивалась, к концу 30-х годов была полностью заасфальтирована и озеленена.
В 1942 году по ней был пущен первый троллейбус от железнодорожного вокзала до площади Революции.

## Этимология годонима
Прежнее название — Кузнецкая (или Кузнечная), Москательная. Новое имя улица получила 27 августа 1908 года в честь писателя Льва Толстого.

## Здания и сооружения

### Чётная сторона
- № 2А — фитнес-центр
- № 10 — баня

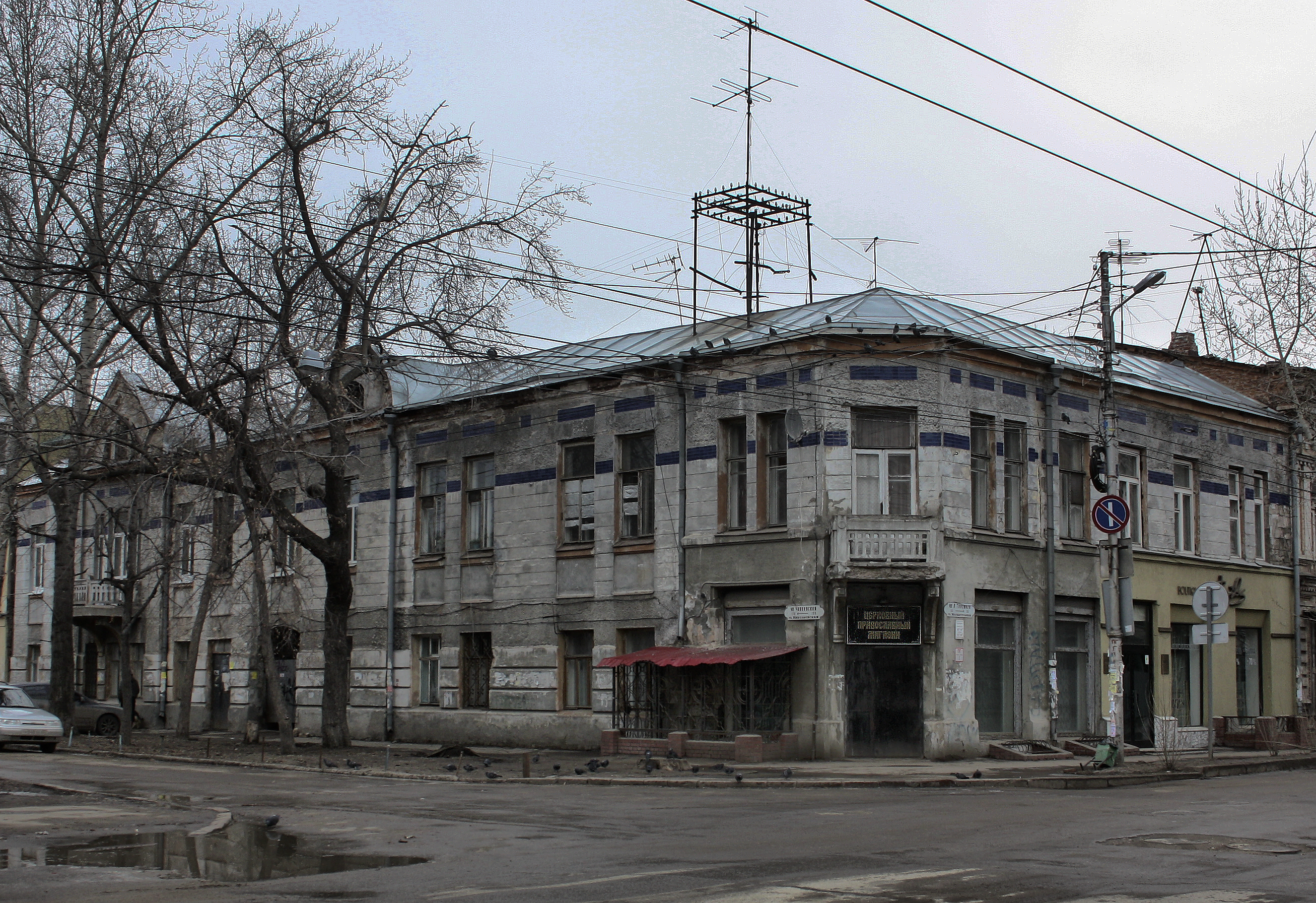
Магазин духовной литературы «Благовест» на углу с Чапаевской улицей.

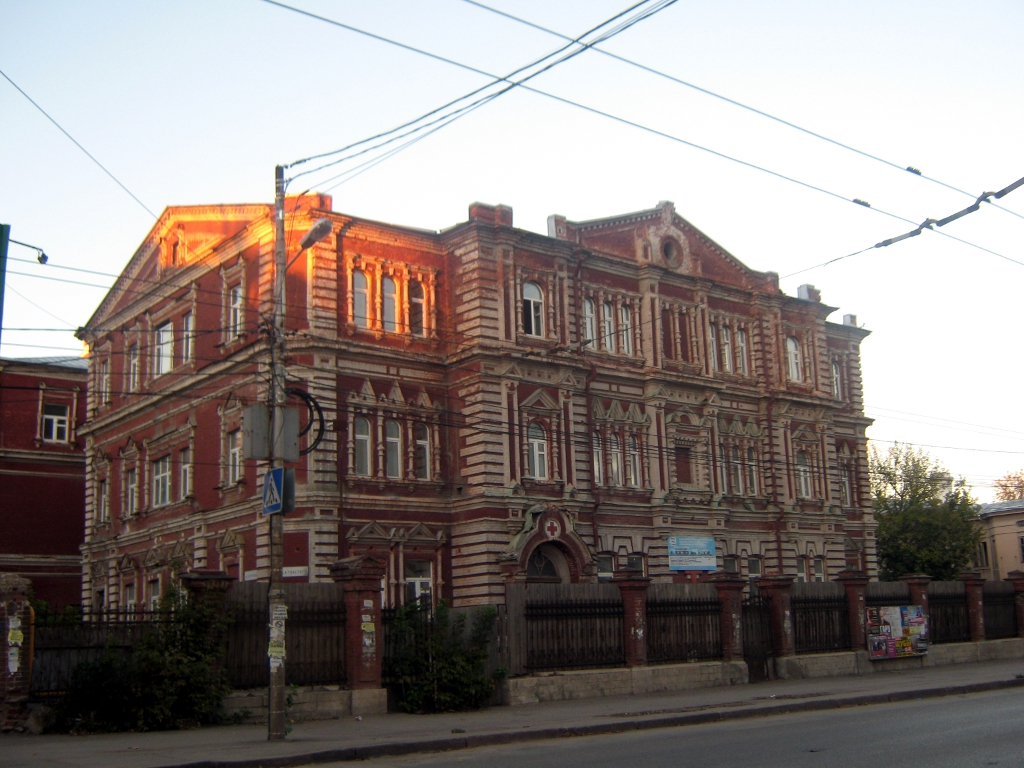
Больница общества Красного Креста. Объект культурного наследия № 6300302000.

- № 14  —  Церковь Казанской иконы Божией Матери ("Австрийская"), 1913-1915 гг[2]
- № 18 — дом, в котором жил Н.А. Шишков и останавливался А.Н. Толстой.
- № 18 А — филиал компании «Самарагаз»[3]
- № 20 — Департамент  управления имуществом городского округа Самара
- № 26 — Департамент образования городского округа Самара.[4] Бывший губком РСДРП.
- № 44 — магазин духовной литературы «Благовест»
- № 70 — магазин музыкальных инструментов
- № 72 — Здесь располагалась Инспекция Федеральной налоговой службы по Ленинскому району г. Самары[5] В 20хх году в здании произошёл крупный пожар.[уточнить]
- № 82 — Самарский театр кукол
- № 94 — Дворец культуры железнодорожников им. А. С. Пушкина.[6] Бывший Пушкинский народный дом,[7] бывший «Клуб имени Революции 1905 года»
- № 136 — Больница общества Красного Креста. Здание построено в 1902 году и является памятником архитектуры местного значения, объектом культурного наследия.[8]
- № 142 — Самарский областной центр по профилактике и борьбе со СПИД и инфекционными заболеваниями [9]

### Нечётная сторона
- № 3 — филиал банка «Зенит»

Дворец культуры железнодорожников им. А. С. Пушкина

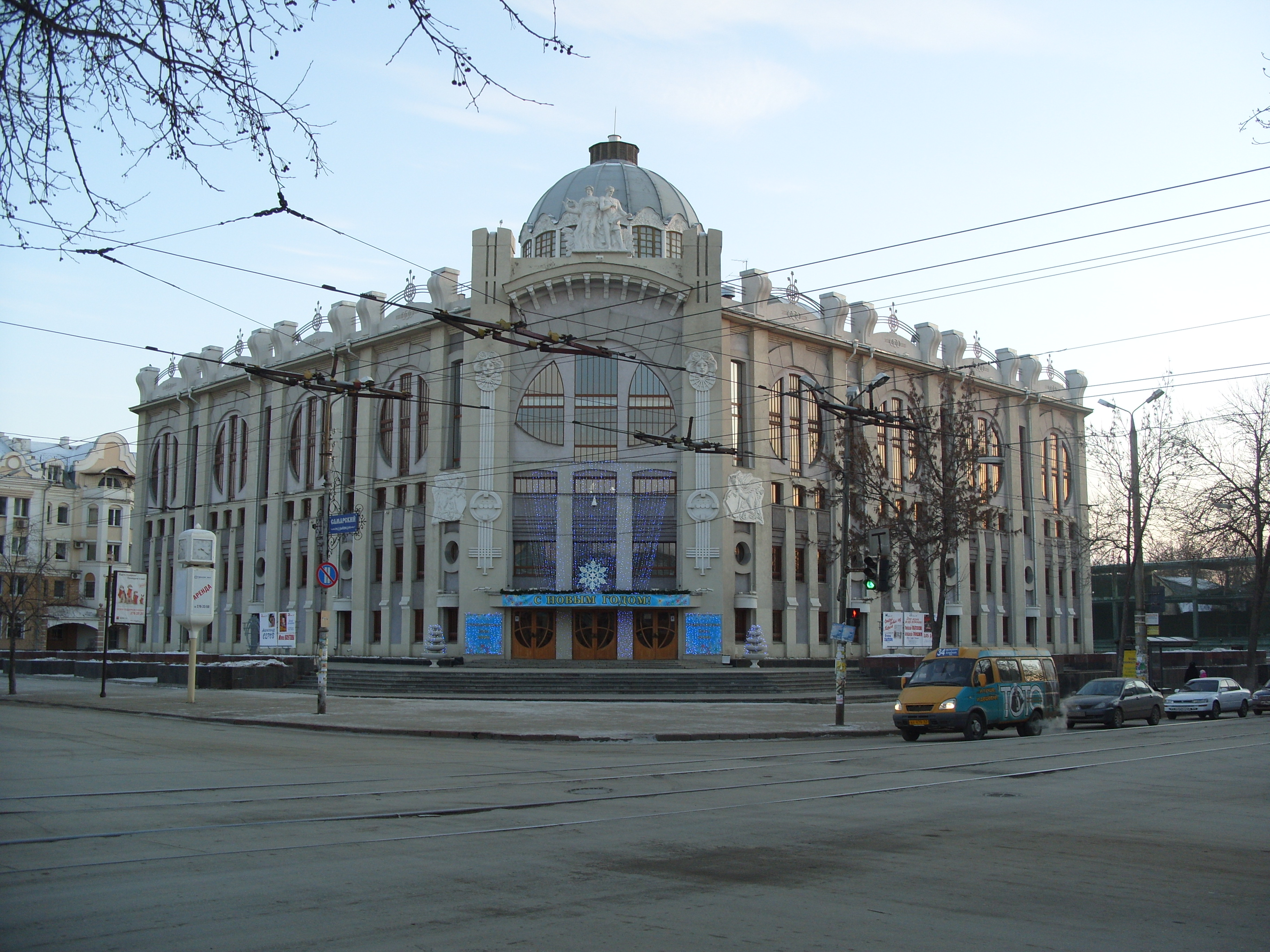
Самарская государственная филармония

- № 17 — Церковь Казанской иконы Божией Матери («Любимовская»), 1878[10]
- № 19 — Самарский музей истории старообрядчества[11]
- № 23 — корпус Поволжского государственного университета телекоммуникаций и информатики (ПГУТИ)
- Самарская государственная филармония на пересечении улиц Льва Толстого и Фрунзе (адрес: ул. Фрунзе, д. 141).
- № 29 — 5-этажный жилой дом 1998 года постройки, кирпичный с железобетонными перекрытиями. На первом этаже банк «Интеза»[12]
- № 47 — корпус Самарского государственного социально-педагогического университета (сейчас на реконструкции)
- № 57 — 5-этажный жилой дом, кирпичный, 1929 года постройки. На первом этаже магазины, аптека, кофейня «Конфитюр». На доме есть мемориальная доска: «Здесь жил Оскар Бертольдович Кон, служащий. Родился в 1891, арестован 4.11.1937, расстрелян 15.02.1938, реабилитирован в 1956».
- № 59 — Самарская областная клиническая больница № 2[13]
- № 73 — 2-этажное с мезонином здание 1903 года постройки, объект культурного наследия регионального значения «Усадьба Бузиных. Жилой дом с торговыми помещениями по улице, жилой дом во дворе. 1892—1912».
- № 75 — 6-этажное административное здание занимает компания «Транснефть», ранее ОАО «Юго-Запад транснефтепродукт»[14]
- № 97 — бывший особняк крупного домовладельца С. А. Филимонова, 1907—1908 годов постройки; памятник архитектуры регионального значения (Р.ОИ от 06.05.87 г. № 165).
- № 97а — спортивный комплекс «Динамо»[15]
- № 109 — театр «СамАрт»[16]
- № 131 — отель «Хэмптон бай Хилтон Самара»

## Транспорт
- автобусы — № 5, 5д, 5к, 11, 13, 37, 47, 108, 108в;
- троллейбусы — № 6, 16;
- маршрутные такси — № 46, 48д, 105, 109д, 114, 118, 119, 127, 128, 140, 177.
- трамвай пересекает улицу Льва Толстого по улицам Галактионовской (маршруты 1, 3, 5) и Фрунзе (маршруты 15, 16, 20).
- метро — по проекту второй линии самарского метрополитена станция «Вокзальная» должна быть построена в районе Комсомольской площади, но к строительству второй линии пока не приступали.
- пригородные электропоезда — все, идущие до станции «Самара».

### Первый светофор
На пересечении улиц Садовой и Льва Толстого в 1947 году был установлен первый в городе светофор, о чём свидетельствует памятная табличка. Это место было выбрано для установки первого светофора, потому что на улице Садовой размещались и областная Госавтоинспекция, и дивизион ОРУДа (отдела по регулированию уличного движения), а по улице Льва Толстого тогда уже ходил троллейбус.

## Почтовые индексы
- 443030: 135
- 443099: нечётные дома (3-21)
- 443010:  чётные дома (14-76), нечётные дома (23-75)
- 443020: нечётные дома (77-97)
- 443041: нечётные дома (109—131), чётные (78-144)[20]